# Volevo essere un duro
Volevo essere un duro (italienisch für „Ich wollte ein harter Kerl sein“) ist ein Lied des italienischen Cantautore Lucio Corsi, das 2025 veröffentlicht wurde. Es gewann den Kritikerpreis des Sanremo-Festivals 2025.

## Hintergrund
Das Lied war bereits 2023 entstanden. Ende 2024 wurde Corsi für das Sanremo-Festival 2025 ausgewählt, wo er mit Volevo essere un duro im Finale knapp hinter Olly auf dem zweiten Platz landete. Außerdem wurde das Lied mit dem Kritikerpreis ausgezeichnet. Nach Ollys Absage rückte Lucio Corsi als italienischer Teilnehmer am Eurovision Song Contest 2025 nach. Dort erreichte das Lied den fünften Platz.

## Musik und Text
Die Rock-Ballade hat ein dominantes Streicher-Arrangement und enthält in der zweiten Hälfte auch E-Gitarren-Soli. Das Arrangement stammt von Davide Rossi. Der Klang wurde mit Musik der 1970er-Jahre im Stil von Elton John, aber auch mit Ivan Graziani und dem Glam Rock verglichen.
Im Text zeichnet Corsi ein ironisches Selbstporträt und stellt den mütterlichen Rat, dass das Leben doch ein „Kinderspiel“ (gioco da ragazzi) sei, den ernüchternden Erfahrungen des echten Lebens gegenüber. Dabei spielt er mit Macho-Stereotypen. Er wäre gern ein „harter Kerl“ (un duro), ist aber letztlich schwach und verletzlich, denn „normale Menschen“ (quelli normali) haben es schwer in der Welt. Am Ende stellt er fest, dass er „ein Niemand“ (non sono nessuno) und „einfach nur Lucio“ (non sono altro che Lucio) ist.

## Musikvideo
Im Musikvideo zum Lied wird die Geschichte des kleinen Carletto erzählt, der aufgrund seines schlechten Schulzeugnisses vom Vater (Massimo Ceccherini) ohne Abendessen auf sein Zimmer geschickt wird. Carletto sperrt sich daraufhin in seinem Zimmer ein und lebt seine Rebellion mit der Musik von Lucio Corsi aus, bis dieser direkt aus dem Poster an der Wand in Carlettos Zimmer steigt. Die Familie ruft derweil einen Exorzisten (Leonardo Pieraccioni), um Carletto wieder zu beruhigen. Regie beim Musikvideo führte Tommaso Ottomano.

## Kommerzieller Erfolg

### Chartplatzierungen
| ChartsChartplatzierungen | Höchstplatzierung | Wochen |
| ------------------------ | ----------------- | ------ |
| Deutschland (GfK)        | 85 (1 Wo.)        | 1      |
| Italien (FIMI)           | 3 (20 Wo.)        | 20     |
| Österreich (Ö3)          | 17 (2 Wo.)        | 2      |
| Schweiz (IFPI)           | 11 (4 Wo.)        | 4      |

### Auszeichnungen für Musikverkäufe
| Land/Region    | Auszeichnungen für Musikverkäufe (Land/Region, Auszeichnung, Verkäufe) | Verkäufe |
| -------------- | ---------------------------------------------------------------------- | -------- |
| Italien (FIMI) | Platin                                                                 | 200.000  |
| Insgesamt      | 1× Platin ·                                                            | 200.000  |

## Belege
1. 1 2 3  Stefano Gradi: “Volevo essere un duro” di Lucio Corsi – Il testo e il significato della canzone di Sanremo 2025. In: Sorrisi.com. 3. Februar 2025, abgerufen am 23. Februar 2025 (italienisch).
2. ↑  Claudio Todesco: Lucio Corsi, la recensione di ‘Volevo essere un duro’. In: Rolling Stone Italia. 21. März 2025, abgerufen am 14. Mai 2025 (italienisch).
3. 1 2  Gianni Sibilla: Sanremo 2025, le canzoni: il ritorno delle ballate. In: Rockol.it. 20. Januar 2025, abgerufen am 23. Februar 2025 (italienisch).
4. ↑  Andrea Laffranchi: Sanremo 2025, le pagelle delle canzoni ascoltate in anteprima: Fedez vede nero (voto 6), Emis Killa cassa zarra (5), Brunori pare De Gregori (8), Tony Effe indolente (5). In: Corriere.it. 20. Januar 2025, abgerufen am 23. Februar 2025 (italienisch).
5. ↑  Antonio Pancamo Puglia: Lucio Corsi. “Volevo essere un duro”, l’importanza di essere normali (e diversi). In: SentireAscoltare. 12. Februar 2025, abgerufen am 23. Februar 2025 (italienisch).
6. ↑  Chiara Ugolini: Lucio Corsi a Sanremo, il video con Pieraccioni e Ceccherini: “Sono diventato Pinocchio e Lucignolo”. In: Repubblica.it. 12. Februar 2025, abgerufen am 23. Februar 2025 (italienisch).
7. ↑  Lucio Corsi – Volevo essere un duro. In: offiziellecharts.de. GfK Entertainment, abgerufen am 23. Mai 2025.
8. ↑  Classifiche Top Singoli. FIMI, abgerufen am 23. Februar 2025 (italienisch).
9. ↑  Chartplatzierung in Österreich. In: austriancharts.at. Abgerufen am 16. Juni 2025.
10. ↑  Lucio Corsi – Volevo essere un duro. In: hitparade.ch. Hung Medien, abgerufen am 24. Mai 2025.
11. ↑  Certificazione. In: fimi.it. Abgerufen am 3. Juni 2025 (italienisch).

| Vorgänger                | Beitrag                                   | Nachfolger |
| ------------------------ | ----------------------------------------- | ---------- |
| La noia (Angelina Mango) | Italien beim Eurovision Song Contest 2025 | —          |